# Nannie de Villiers
| Posities op de WTA-ranglijst Positie per einde seizoen: \| jaar \| rang enkelspel \| rang dubbelspel \| \| ---- \| -------------- \| --------------- \| \| 1994 \| 271 \| 274 \| \| 1995 \| 355 \| 371 \| \| 1996 \| 504 \| 321 \| \| 1997 \| 175 \| 102 \| \| 1998 \| 265 \| 74 \| \| 1999 \| 261 \| 93 \| \| 2000 \| 462 \| 97 \| \| 2001 \| 544 \| 69 \| \| 2002 \| – \| 70 \| \| 2003 \| – \| 159 \| \| 2004 \| – \| – \| |                |                 |
| jaar | rang enkelspel | rang dubbelspel |
| 1994 | 271            | 274             |
| 1995 | 355            | 371             |
| 1996 | 504            | 321             |
| 1997 | 175            | 102             |
| 1998 | 265            | 74              |
| 1999 | 261            | 93              |
| 2000 | 462            | 97              |
| 2001 | 544            | 69              |
| 2002 | –              | 70              |
| 2003 | –              | 159             |
| 2004 | –              | –               |

Esmé de Villiers (Windhoek, 5 januari 1976), ook bekend als Nannie de Villiers, is een voormalig tennisspeelster die werd geboren in Namibië, maar speelde voor Zuid-Afrika. De Villiers begon met tennis toen zij drie jaar oud was. Zij speelt rechtshandig en heeft een tweehandige backhand. Zij was actief in het proftennis van 1993 tot en met 2007.

## Loopbaan

### Enkelspel
De Villiers debuteerde in 1993 op het ITF-toernooi van Johannesburg (Zuid-Afrika). Zij stond in 1994 voor het eerst in een finale, op het ITF-toernooi van Bracknell (Engeland) – hier veroverde zij haar eerste titel, door de Britse Claire Taylor te verslaan. In totaal won zij vier ITF-titels, de laatste in 1997 in Easton (VS).
Hoewel De Villiers enkele keren deelnam aan kwalificaties voor WTA-toernooien en grandslamtoernooien, wist zij nooit tot de hoofdtabel door te dringen.
Haar hoogste notering op de WTA-ranglijst is de 172e plaats, die zij bereikte in december 1997.

### Dubbelspel
De Villiers behaalde in het dubbelspel betere resultaten dan in het enkelspel. Zij debuteerde in 1993 op het ITF-toernooi van Johannesburg (Zuid-Afrika), samen met landgenote Lucinda Gibbs – zij won al meteen de titel, en een prijzengeld van US$ 325. In het jaar 2000 won zij samen met de Japanse Rika Hiraki het $ 75k-toernooi van Midland (VS), hetgeen haar $ 2200 opleverde. In totaal won zij 22 ITF-titels, de laatste in 2001 in Hayward (VS), samen met de Kazachse Irina Seljoetina, met wie zij twee weken eerder al haar 21e titel won, in Southampton (Engeland).
In 1995 speelde De Villiers voor het eerst op een WTA-hoofdtoernooi, op het toernooi van Straatsburg, samen met de Australische Shannon Peters. In 1998 had zij haar grandslamdebuut op het Australian Open, samen met de Australische Lisa McShea. Gedurende zes jaren tot en met 2003 nam zij jaarlijks aan alle vier grandslamtoernooien deel. Zij stond in 2001 voor het eerst in een WTA-finale, op het toernooi van Canberra, samen met de Australische Annabel Ellwood, met wie zij in het najaar van 2000 vier ITF-titels had gewonnen – zij verloren van het koppel Nicole Arendt en Ai Sugiyama. Een jaar later won De Villiers wèl het toernooi van Canberra, samen met de Kazachse Irina Seljoetina, door het koppel Samantha Reeves en Adriana Serra Zanetti te verslaan. Dit bleef haar enige WTA-titel. Later dat jaar bereikte zij nog wel de finale van het WTA-toernooi van Hawaï in Waikoloa, weer met Seljoetina.
Haar beste resultaat op de grandslamtoernooien is het bereiken van de derde ronde. Haar hoogste notering op de WTA-ranglijst is de 53e plaats, die zij bereikte in september 2002.

#### Gemengd dubbelspel
In deze discipline bereikte De Villiers de halve finale op Roland Garros 1999, met landgenoot Grant Stafford aan haar zijde.

### Tennis in teamverband
In de periode 1998–2002 maakte De Villiers deel uit van het Zuid-Afrikaanse Fed Cup-team – zij behaalde daar een winst/verlies-balans van 11–0.

## Privé
De Villiers werd al jong in het tennis begeleid door haar vader Philip, een arts – hij en zijn vrouw Esmé hadden een struisvogelkwekerij in Namibië, waar dochter Esmé (die zich later Nannie liet noemen) geboren is, met een broer en twee zussen. Nadat zij voor de high school was geslaagd (1993) ging De Villiers het beroepstennis in. Van 2003 tot 2005 was zij daarnaast coach van een vrouwentennisteam aan Georgia Tech in Atlanta (VS). Omdat zij Afrika miste, gaf zij deze baan op, en ging naar haar broer in Napier, waar zij hem hielp met de veeboerderij. Na een brand op die boerderij ging zij weer tennislessen geven, waarnaast zij commentator werd bij het Zuid-Afrikaanse tv-station SuperSport.
Na 2007 keerde zij het tennis geheel de rug toe. Zij ging de wijnbouw in, en stichtte een conferentie- en trouwlocatie (Hathersage House, april 2009) in Somerset West, een wijnstreek nabij Kaapstad. In 2012 stapte zij daar weer uit, om het leven te geven aan een dochter (mei 2012). Daarna werkte zij nog drie jaren in de wijnindustrie, bij het Vergenoegd Wine Estate. Sindsdien werkt zij bij een personeelsbureau in Stellenbosch. Intussen behaalde zij ook haar MBA-diplona aan de Business School van de universiteit van Stellenbosch (USB).
Een naar haar vernoemde erebeker (Esmé de Villiers trophy) werd door Somerset West uitgereikt aan de meestbelovende tennisspeelster aan het eind van de lagere school.

## Palmares
| Legenda                |
| ---------------------- |
| Grandslamtoernooi      |
| Olympische Spelen      |
| Year-End Championships |
| Tier I                 |
| Tier II                |
| Tier III               |
| Tier IV & V            |

### WTA-finaleplaatsen enkelspel
geen

### WTA-finaleplaatsen vrouwendubbelspel
| nr.              | finale     | toernooi     | ondergrond | partner          | tegenstandsters                       | score         |         |
| ---------------- | ---------- | ------------ | ---------- | ---------------- | ------------------------------------- | ------------- | ------- |
| gewonnen finales |            |              |            |                  |                                       |               |         |
| 1.               | 2002-01-12 | WTA Canberra | hardcourt  | Irina Seljoetina | Samantha Reeves Adriana Serra Zanetti | 6-2, 6-3      | details |
| verloren finales |            |              |            |                  |                                       |               |         |
| 1.               | 2001-01-13 | WTA Canberra | hardcourt  | Annabel Ellwood  | Nicole Arendt Ai Sugiyama             | 4-6, 6-7      | details |
| 2.               | 2002-09-15 | WTA Waikoloa | hardcourt  | Irina Seljoetina | Meilen Tu María Vento-Kabchi          | 6-1, 2-6, 3-6 | details |

### Gewonnen ITF-toernooien enkelspel
| nr. | finale     | toernooi  | dotatie  | ondergrond | tegenstandster in finale | score    |
| --- | ---------- | --------- | -------- | ---------- | ------------------------ | -------- |
| 1.  | 1994-05-15 | Bracknell | $ 10.000 | hardcourt  | Claire Taylor            | 6-2, 6-2 |
| 2.  | 1994-08-28 | Horb      | $ 10.000 | gravel     | Catrin Müller            | 7-6, 6-4 |
| 3.  | 1997-04-27 | Dalby     | $ 10.000 | hardcourt  | Evie Dominikovic         | 7-5, 7-6 |
| 4.  | 1997-07-13 | Easton    | $ 10.000 | hardcourt  | Karin Miller             | 6-3, 6-3 |

### Gewonnen ITF-toernooien dubbelspel
De Villiers won 22 titels, verspreid over de periode 1993–2001, waarvan acht met de Australische Lisa McShea in 1997, en vier met de Australische Annabel Ellwood in het najaar van 2000.

## Resultaten grandslamtoernooien
| Legenda | Legenda                          |
| ------- | -------------------------------- |
| g.t.    | geen toernooi gehouden           |
| l.c.    | lagere categorie                 |
| –       | niet deelgenomen                 |
| G       | uitgeschakeld in de groepsfase   |
| 1R      | uitgeschakeld in de eerste ronde |
| 2R      | uitgeschakeld in de tweede ronde |
| 3R      | uitgeschakeld in de derde ronde  |
| 4R      | uitgeschakeld in de vierde ronde |
| KF      | uitgeschakeld in de kwartfinale  |
| HF      | uitgeschakeld in de halve finale |
| F       | de finale verloren               |
| W       | het toernooi gewonnen            |
| w-v     | winst/verlies-balans             |

### Enkelspel
geen

### Vrouwendubbelspel
| toernooi        | 1998 | 1999 | 2000 | 2001 | 2002 | 2003 |
| --------------- | ---- | ---- | ---- | ---- | ---- | ---- |
| Australian Open | 2R   | 2R   | 1R   | 1R   | 1R   | 2R   |
| Roland Garros   | 1R   | 1R   | 1R   | 3R   | 1R   | 1R   |
| Wimbledon       | 2R   | 2R   | 1R   | 1R   | 3R   | 2R   |
| US Open         | 1R   | 2R   | 1R   | 1R   | 1R   | 1R   |

### Gemengd dubbelspel
| toernooi        | 1998 | 1999 | 2000 | 2001 | 2002 | 2003 |
| --------------- | ---- | ---- | ---- | ---- | ---- | ---- |
| Australian Open | –    | –    | –    | –    | –    | –    |
| Roland Garros   | 1R   | HF   | KF   | –    | –    | –    |
| Wimbledon       | 1R   | 2R   | 1R   | KF   | 2R   | 2R   |
| US Open         | –    | –    | –    | –    | 2R   | –    |